# Saint-Martin-sur-Écaillon
Saint-Martin-sur-Écaillon là một xã ở tỉnh Nord ở miền bắc nước Pháp. Xã này có diện tích 5,3 kilômét vuông, dân số năm 1999 là 500 người. Khu vực này có độ cao trung bình 10 mét trên mực nước biển.